# 嚴師芳摩介
嚴師芳摩介（学名：Finmarehinella yenshihi）为粗面介科芳摩介屬下的一个种。